# Ялундзян
Ялундзян (на китайски: 雅砻江; на пинин: Yǎ lóng jiāng) е река в Югозападен Китай, в провинции Цинхай и Съчуан, ляв (най-голям) приток на Яндзъ. Дължината ѝ е 1637 km, а площта на водосборния ѝ басейн – 128 444 km² (данните са според китайски източници). Според други източници –английски, френски и руски, дължината и площта на водосборния басейн са съответно 1571, 1535, 1324 km и 128 444, 128 556, 150 000 km².
Река Ялундзян води началото си на 4884 m н.в. под името Чаху от ледниците, спускащи се по южния склон на хребета Баян Хара Ула (крайна източна част на планинската система Кунлун), в провинция Цинхай. В най-горното течение протича в югоизточна посока в сравнително широка долина покрай южното подножие на Баян Хара Ула под имената Цъншуйхъ, Дзачу и Шицюйхъ. След устието на левия си проток Сяншуйхъ завива на юг, като запазва това генерално направление до устието си и протича в западната част на провинция Съчуан през Сино-тибетските планини в дълбоки и тесни дефилета, образувайки многочислени прагове и водопади. Влива се отляво в река Яндзъ на 980 m н.в. в района на град Дукоу. Водосборният басейн на Ялундзян е дълъг и тесен, заграден от високи планински хребети, поради което притоците ѝ са къси и маловодни. Основните ѝ притоци са: леви – Сяншуйхъ, Бичу, Анинхъ; десни – Сяодзинхъ. Има ясно изразено лятно пълноводие в резултат от топенето на снеговете и ледниците във високопланинските райони и мусонните дъждове през сезона и зимно маловодие. Средният годишен отток в долното течение е 1914 m³/s. Ялундзян притежава огромни хидроенергийни ресурси и по нейното течение са изградени 12 язовира с обща мощност на ВЕЦ-овете над 26 500 MW. Най-висока е преградната стена на язовира „Ертан“ – 240 m, а с най-голям обем от 10,77 km³ е язовирът „Лиангекоу“. Долината на реката е много слабо населена, като най-големите селища по течението ѝ са малките градчета Дзюйму и Гардзъ.